# Markazi tartomány
Markazi tartomány (perzsául استان مرکزی [Ostân-e Markazi]; a markazi szó jelentése: központi) Irán 31 tartományának egyike az ország középső részén. Északon Kazvin és Alborz, északkeleten Teherán, keleten Kom, délkeleten Iszfahán tartomány, délnyugaton Loresztán, nyugaton pedig Hamadán tartomány határolja. Székhelye Arák városa. Területe 29 127 km², lakossága 1 326 826 fő.

## Közigazgatási beosztás
Markazi tartomány 2021 decemberi állás szerint 12 megyére (sahrasztán) oszlik. Ezek: Arák, Ástiján, Delidzsán, Faráhán, Homejn, Hondáb, Komidzsán, Mahallát, Sázand, Száve, Tafres, Zarandije.

## Története
Az eredeti Központi tartomány 1947/8 során jött létre, a jelenleginél jóval nagyobb területen: magába foglalta többek között Teheránt, Kazvint és Komot is. Székhelye a főváros, Teherán volt. 1977/8 során leválasztották róla az északi területeket, ekkor lett Arák a tartományi központ. Végső méretét 1986/7 során nyerte el, amikor Kom tartományt is leválasztották róla.

## Fordítás
- Ez a szócikk részben vagy egészben  a(z)   استان‌های ایران című perzsa Wikipédia-szócikk ezen változatának fordításán alapul.  Az eredeti cikk szerkesztőit annak laptörténete sorolja fel. Ez a jelzés csupán a megfogalmazás eredetét és a szerzői jogokat jelzi, nem szolgál a cikkben szereplő információk forrásmegjelöléseként.